# Promachus complens
Promachus complens là một loài ruồi trong họ Asilidae. Promachus complens được Walker miêu tả năm 1861. Loài này phân bố ở miền Australasia.